# Список державних гербів
Державний герб — офіційна емблема держави, що зображується на грошових знаках, печатках, офіційних документах, вивісках державних установ і навчальних закладів. В їх основі лежать родові герби правлячих династій, нерідко це особисті емблеми коронованих осіб.

Нижче в алфавітному порядку представлені герби (або аналогічні їм символи) незалежних держав:
| Зміст: A Б В Г Д Е Є З І Й К Л М Н О П Р С Т У Ф Х Ц Ч Ш Я |

## А

Австралія
Австрія
Азербайджан
Албанія
Алжир
Ангола
Андорра
Антигуа і Барбуда
Аргентина
Афганістан

| Зміст: A Б В Г Д Е Є З І Й К Л М Н О П Р С Т У Ф Х Ц Ч Ш Я |

## Б

Багамські Острови
Бангладеш
Барбадос
Бахрейн
Беліз
Бельгія
Бенін
Білорусь
Болгарія
Болівія
Боснія і Герцеговина
Ботсвана
Бразилія
Бруней
Буркіна-Фасо
Бурунді
Бутан

| Зміст: A Б В Г Д Е Є З І Й К Л М Н О П Р С Т У Ф Х Ц Ч Ш Я |

## В

Вануату
Ватикан
Велика Британія (крім Шотландії)
В'єтнам
Вірменія
Венесуела

| Зміст: A Б В Г Д Е Є З І Й К Л М Н О П Р С Т У Ф Х Ц Ч Ш Я |

## Г

Габон
Гаїті
Гаяна
Гамбія
Гана
Гватемала
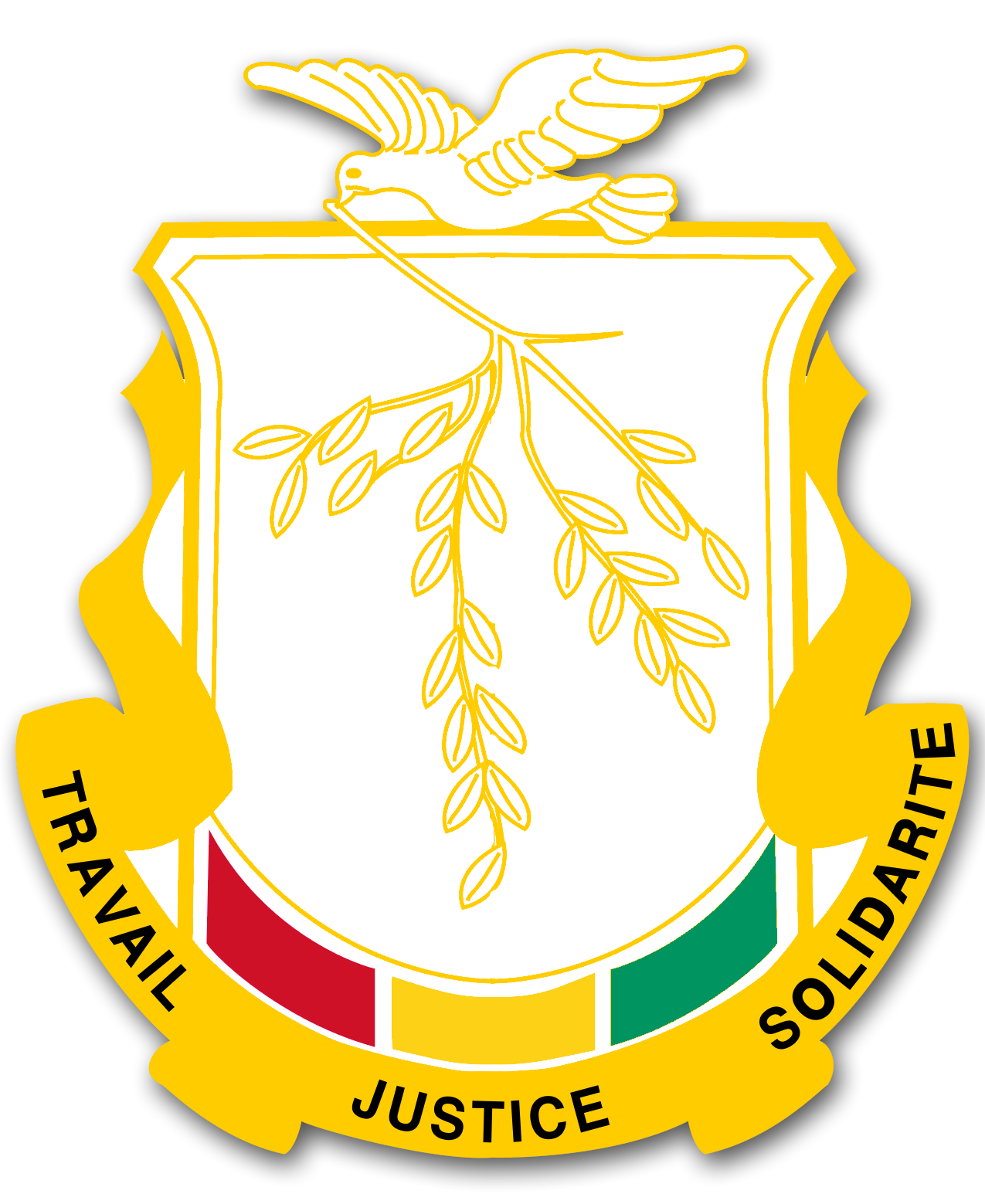
Гвінея
Гвінея-Бісау
Гондурас
Греція
Грузія

| Зміст: A Б В Г Д Е Є З І Й К Л М Н О П Р С Т У Ф Х Ц Ч Ш Я |

## Д

Данія
Джибуті
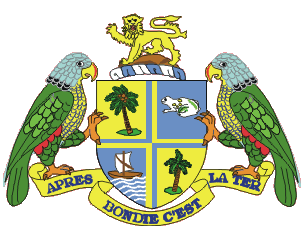
Домініка
Домініканська Республіка

| Зміст: A Б В Г Д Е Є З І Й К Л М Н О П Р С Т У Ф Х Ц Ч Ш Я |

## Е

Еквадор
Екваторіальна Гвінея
Еритрея
Есватіні
Естонія
Ефіопія

| Зміст: A Б В Г Д Е Є З І Й К Л М Н О П Р С Т У Ф Х Ц Ч Ш Я |

## Є

Єгипет
Ємен

| Зміст: A Б В Г Д Е Є З І Й К Л М Н О П Р С Т У Ф Х Ц Ч Ш Я |

## З

Замбія
Зімбабве

| Зміст: A Б В Г Д Е Є З І Й К Л М Н О П Р С Т У Ф Х Ц Ч Ш Я |

## І

Ізраїль
Індія
Індонезія
Ірак
Іран
Ірландія
Ісландія
Іспанія
Італія

| Зміст: A Б В Г Д Е Є З І Й К Л М Н О П Р С Т У Ф Х Ц Ч Ш Я |

## Й

Йорданія

| Зміст: A Б В Г Д Е Є З І Й К Л М Н О П Р С Т У Ф Х Ц Ч Ш Я |

## К

Кабо-Верде
Казахстан
Камбоджа
Камерун
Канада
Катар
Кенія
Киргизстан
Китайська Народна Республіка
Китайська Республіка
Кіпр
Кірибаті
Колумбія
Коморські Острови
Демократична Республіка Конго
Республіка Конго
- Республіка Корея
КНДР
Республіка Косово
Коста-Рика
Кот-д’Івуар
Куба
Кувейт

| Зміст: A Б В Г Д Е Є З І Й К Л М Н О П Р С Т У Ф Х Ц Ч Ш Я |

## Л

Лаос
Латвія
Лесото
Литва
Ліберія
Ліван
Ліхтенштейн
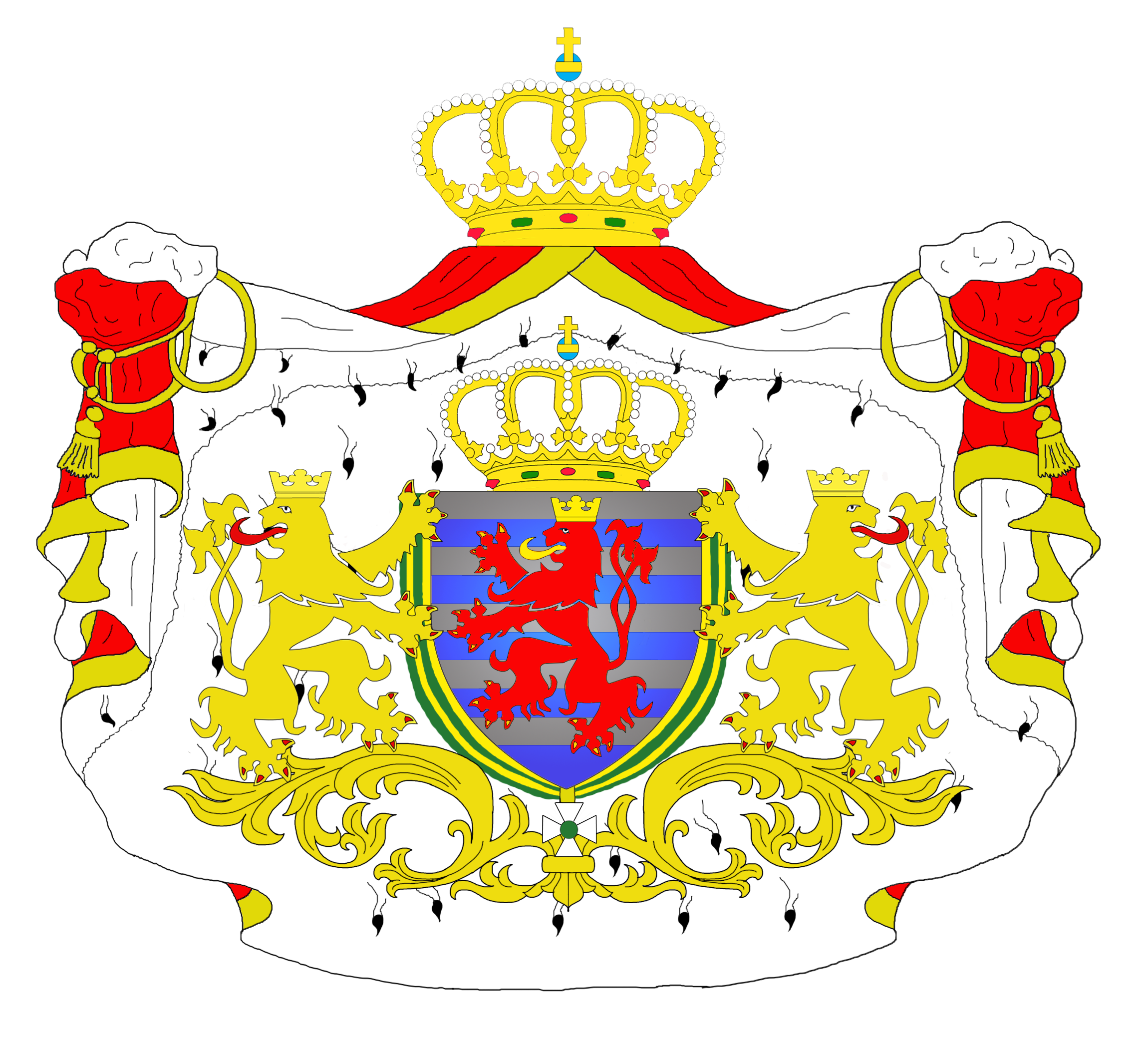
Люксембург

| Зміст: A Б В Г Д Е Є З І Й К Л М Н О П Р С Т У Ф Х Ц Ч Ш Я |

## М

Маврикій
Мавританія
Мадагаскар
Північна Македонія
Малаві
Малайзія
Малі
Мальдіви
Мальта
Марокко
Маршаллові Острови
Мексика
Мікронезія
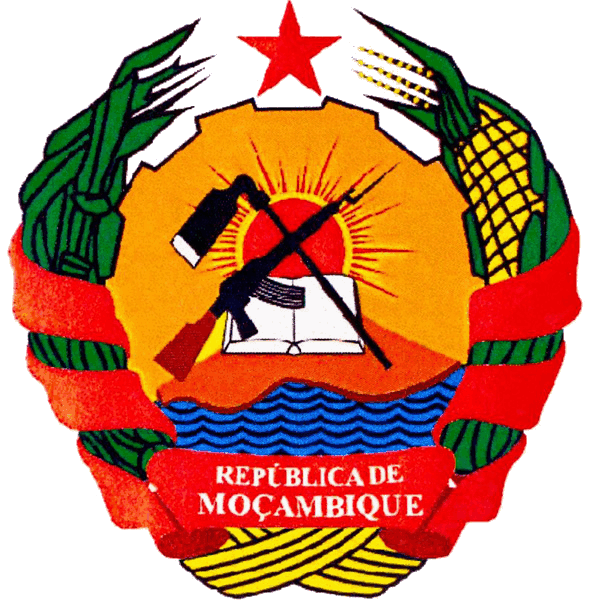
Мозамбік
Молдова
Монако
Монголія
М'янма

| Зміст: A Б В Г Д Е Є З І Й К Л М Н О П Р С Т У Ф Х Ц Ч Ш Я |

## Н

Намібія
Науру
Непал
Нігер
Нігерія
Нідерланди
Нікарагуа
Німеччина
Нова Зеландія
Норвегія

| Зміст: A Б В Г Д Е Є З І Й К Л М Н О П Р С Т У Ф Х Ц Ч Ш Я |

## О

ОАЕ
Оман

| Зміст: A Б В Г Д Е Є З І Й К Л М Н О П Р С Т У Ф Х Ц Ч Ш Я |

## П

Пакистан
Палестина
Панама
Папуа Нова Гвінея
Парагвай
Перу
ПАР
Південний Судан
Польща
Португалія

| Зміст: A Б В Г Д Е Є З І Й К Л М Н О П Р С Т У Ф Х Ц Ч Ш Я |

## Р

Росія
Руанда
Румунія

| Зміст: A Б В Г Д Е Є З І Й К Л М Н О П Р С Т У Ф Х Ц Ч Ш Я |

## С

Сальвадор
Самоа
Сан-Марино
Сан-Томе і Принсіпі
Саудівська Аравія
САДР
Сейшельські Острови
Сенегал
Сент-Вінсент і Гренадини
Сент-Кіттс і Невіс
Сент-Люсія
Сербія
Сінгапур
Сирія
Словаччина
Словенія
Соломонові Острови
Сомалі
США
Судан
Суринам
Східній Тимор
Сьєрра-Леоне

| Зміст: A Б В Г Д Е Є З І Й К Л М Н О П Р С Т У Ф Х Ц Ч Ш Я |

## Т

Таджикистан
Таїланд
Танзанія
Тонга
Того
Тринідад і Тобаго
Тувалу
Туніс
Туреччина
Туркменістан

| Зміст: A Б В Г Д Е Є З І Й К Л М Н О П Р С Т У Ф Х Ц Ч Ш Я |

## У

Уганда
Угорщина
Узбекистан
Україна
Уругвай

| Зміст: A Б В Г Д Е Є З І Й К Л М Н О П Р С Т У Ф Х Ц Ч Ш Я |

## Ф

Фіджі
Філіппіни
Фінляндія
Франція

| Зміст: A Б В Г Д Е Є З І Й К Л М Н О П Р С Т У Ф Х Ц Ч Ш Я |

## Х

Хорватія

| Зміст: A Б В Г Д Е Є З І Й К Л М Н О П Р С Т У Ф Х Ц Ч Ш Я |

## Ц

ЦАР

| Зміст: A Б В Г Д Е Є З І Й К Л М Н О П Р С Т У Ф Х Ц Ч Ш Я |

## Ч

Чад
Чехія
Чилі
Чорногорія

| Зміст: A Б В Г Д Е Є З І Й К Л М Н О П Р С Т У Ф Х Ц Ч Ш Я |

## Ш

Швеція
Швейцарія
Шрі-Ланка

| Зміст: A Б В Г Д Е Є З І Й К Л М Н О П Р С Т У Ф Х Ц Ч Ш Я |

## Я

Ямайка
Японія

| Зміст: A Б В Г Д Е Є З І Й К Л М Н О П Р С Т У Ф Х Ц Ч Ш Я |